# Збаражский сахарный завод
Збаражский сахарный завод — предприятие пищевой промышленности в городе Збараж Тернопольской области.

## История

### 1969—1991
Сахарный завод перерабатывающей мощностью 3 тыс. тонн сахарной свеклы в сутки был построен тернопольским трестом «Тернопольпромстрой» в соответствии с семилетним планом развития народного хозяйства СССР в 1963—1966 гг. и введён в эксплуатацию в 1969 году. Вместе с заводом был построен заводской посёлок для рабочих предприятия.
Завод был построен по программе производственной кооперации стран СЭВ, на нём было установлено оборудование, изготовленное на заводах Рязани, Еревана, ГДР, ПНР и Чехословакии.
В 1971 году завод перерабатывал 3 тыс. тонн свеклы в сутки.
В 1972 году завод победил во всесоюзном социалистическом соревновании и был награждён переходящим Красным знаменем Совета министров СССР и денежной премией.
В 1973 году в заводском посёлке было завершено строительство ещё двух 45-квартирных и 30 индивидуальных жилых домов и строился заводской Дом культуры.
В 1975 году завод начал перерабатывать тростниковый сахар-сырец.
В целом, в советское время завод входил в число крупнейших предприятий города, на его балансе находились объекты социальной инфраструктуры.

### После 1991
После провозглашения независимости Украины завод перешёл в ведение Государственного комитета пищевой промышленности Украины.
В 1996 году государственное предприятие было преобразовано в открытое акционерное общество. Также, в 1996 году завод прекратил перерабатывать тростниковый сахар-сырец.
В октябре 1998 года вместе с семью другими сахарными заводами Тернопольской области Збаражский сахарный завод был включён в состав компании ОАО «Тернопільський агропромисловий комплекс». 31 января 2000 года Кабинет министров Украины утвердил решение о продаже последних 25 % акций завода, остававшихся в государственной собственности, в апреле 2002 года завод был реорганизован в общество с ограниченной ответственностью.
В 2003 году завод восстановил возможность перерабатывать тростниковый сахар-сырец.
В 2004 году Збаражский сахарный завод являлся одним из двух (из всех 123 действовавших в это время) сахарных заводов Украины, способных перерабатывать тростниковый сахар-сырец. Как сообщил в интервью директор завода, за первые 35 лет работы (с 1969 до мая 2004 года) завод произвёл 940,4 тыс. тонн сахара из сахарной свеклы и 1141,7 тыс. тонн сахара из тростникового сахара-сырца.
В сезон сахароварения 2007 года завод произвёл 19713 тонн сахара.
С 1969 до 2010 года завод произвёл 940,4 тыс. тонн сахара из сахарной свеклы и 1150,5 тыс. тонн сахара-песка из тростникового сахара-сырца.
В январе 2017 года владельцем завода стала немецкая компания «Pfeifer&Langen».

## Современное состояние
Завод находится в собственности ООО «Радеховский сахар» (структурного подразделения немецкой компании «Pfeifer&Langen»).